# Albufeira (freguesia)
Albufeira (IPA: [ɐɫβuˈfɐjɾɐ]) is een plaats (freguesia) in de Portugese gemeente Albufeira en telt 16 237 inwoners (2001).
Albufeira is een badplaats en de hoofdplaats van de gemeente.
Albufeira · Ferreiras · Guia · Olhos de Água · Paderne